# Yannick Debain
Pour les articles homonymes, voir Debain.
Yannick Debain est un comédien français, né le 15 novembre 1968.

## Biographie
À la télévision, il joue notamment le rôle principal du professeur de philosophie Philippe Daubigney dans La Philo selon Philippe puis dans Les Mystères de l'amour. En 2005, Il participe à la première saison de Plus belle la vie, dans le rôle du docteur Aurélien Fabre.
Il participe aux doublages des mangas DNA², Tôkyô Underground et Witch Hunter Robin.
Au théâtre, il joue dans une trentaine de pièces dont certaines sont mises en scène par Michel Fagadau, Georges Wilson, Robert Manuel, Jacques Rosny, Michel Galabru, Jacques Échantillon et Marcel Maréchal. Il joue  dans Gigi de Colette à partir septembre 2012.
Il signe sa première mise en scène avec T’es pas ma mère de Prune Berge au festival d’Avignon et au théâtre Mouffetard.

## Théâtre
- 1988 : Frisette d’Eugène Labiche, mise en scène Rosine Proust
- 1989 : Caviar ou Lentilles de Tarabusi et Scarnacci, mise en scène  Jacques Rosny
- 1990 : Pas d’âge pour l’amour de Roger Ferdinand, mise en scène  Robert Manuel
- 1992 : Les Deux Vierges de Bricaire et Lasseygues, mise en scène  Robert Manuel
- 1992 : Le Bourgeois gentilhomme de Molière, mise en scène  Gaston Vacchia
- 1993 : La Famille écarlate de Jean-Loup Dabadie, mise en scène  Jacques Échantillon
- 1993 : Hamlet de William Shakespeare, mise en scène  Jean Davy
- 1993 : Athalie de Jean Racine, mise en scène Paul-Émile Deiber
- 1994 : Henri IV de Luigi Pirandello, mise en scène  Georges Wilson
- 1994 : La Mégère apprivoisée de Shakespeare, mise en scène  Robert Manuel
- 1994 : Sud de Julien Green, mise en scène  Pascal Luneau
- 1994 : On purge bébé de Georges Feydeau, mise en scène  Michel Galabru
- 1995 : L'Hôtel du libre échange de Georges Feydeau, mise en scène  Franck de Lapersonne
- 1996 : L’École des femmes de Molière, mise en scène  Robert Manuel
- 1997 : Libres sont les papillons de Leonard Gershe, mise en scène  Jean-Pierre Dravel
- 1998 : Les Mains sales de Jean-Paul Sartre, mise en scène Jean-Pierre Dravel, théâtre Antoine
- 1998 : La Ménagerie de verre de Tennessee Williams, mise en scène  Michel Fagadau
- 1999 Les Anciennes Odeurs de Michel Tremblay, mise en scène  Jean Pierre Hané
- 1999 La Nuit des rois de W.Shakespeare, mise en scène  Jean François Chatillon
- 1999-2000 : Les Trois Mousquetaires d'Alexandre Dumas, mise en scène  Marcel Maréchal
- 2000 : Le Mariage de Figaro de Beaumarchais, mise en scène  Richard Taxy
- 2001-2002 : Lorenzaccio d'Alfred de Musset, mise en scène de Henri Lazzarrini : Lorenzaccio
- La Puce à l'oreille de Georges Feydeau, mise en scène  Marcel Marechal : Romain Tournel
- 2005-2006 : Vade retro, mise en scène de Christian Laurent, Comédie de Paris
- 2007 Homosapiens de Grégory Questel, mise en scène Corinne Barois
- 2008 : Les Caprices de Marianne d’Alfred de Musset, mise en scène Marcel Marechal
- 2010 : L'Affaire Seznec d'Éric Rognard et Olga Vincent, mise en scène Robert Hossein, théâtre de Paris
- 2011 : Dominici : Un procès impitoyable de Marc Fayet, mise en scène Robert Hossein, théâtre de Paris
- 2013 GIGI de Colette mise en scène de Richard Guedj avec Pascale Roberts, Coline D'inca, Sophie de la rochefoucauld, Axelle Abadie, au Théâtre Daunou
- 2015-16 les Anciennes Odeurs de Michel Tremblay, théâtre du Marais avec Marwan Berreni ou Samuel Charle mise en scène Richard Guedj.

### Mise en scène
- 2002 : T’es pas ma mère de Prune Berge au Festival d’Avignon (off).

## Filmographie

### Cinéma
- 1989 : La Folle Journée ou le Mariage de Figaro de Roger Coggio : Chérubin
- 1991 : Tous les garçons d'Étienne Faure (court-métrage)
- 1992 : Paroles invisibles d'Étienne Faure (court-métrage)
- 1994 : La vie est vraiment mal faite! (court-métrage) : le cycliste
- 2000 : In extremis d'Étienne Faure : un homme en noir #2
- 2012 : Désordres, d'Étienne Faure : Lucas Klein

### Télévision
- 1995 : L'Hôtel du libre échange de Michel Fabre (téléfilm)
- 1995 : L’École des femmes (téléfilm) : Horace
- 1995-1996 : La Philo selon Philippe de Gérard Espinasse (série TV) : Philippe Daubigney
- 1996 : Une femme explosive (téléfilm) : le groom
- 2004-2005 : Plus belle la vie (série TV) : Aurélien Fabre
- 2010 : L'affaire Seznec: c'est vous qui allez le juger (téléfilm) : l'avocat de Seznec
- 2011 : Le jour où tout a basculé (série TV) : Leo
- 2011-2012 : Les Mystères de l'amour (série TV) : Philippe Daubigné
- 2014 : Richelieu, la Pourpre et le Sang de Henri Helman (téléfilm) : La Chesnaie
- 2023 : Sam (saison 7 épisode 1) : François, le  père de William

## Doublage (liste sélective)

### Film
- 2008 : Rachel se marie : le styliste (Andre B. Blake)

### Séries d'animation
- DNA² : Junta Momonari
- Gate Keepers : Guest
- Gokusen : Shin Sawada
- Tôkyô Underground : Rumina Asagi
- Witch Hunter Robin : Michael Lee

### OAV
- DNA² : Junta Momonari